# Валериан Албанов
Вижте пояснителната страница за други личности с името Албанов.
Валериан Иванович Албанов (на руски: Валериан Иванович Альбанов) е руски мореплавател и арктически изследовател.

## Произход и първи плавания (1881/1882 – 1912)
Роден е на 26 май 1881 година в Уфа, Русия (по други данни: във Воронеж през 1882), в семейство на ветеринарен лекар. Семейството му нееднократно се мести от град на град, особено след смъртта на бащата, и малкият Валериан учи в различни училища. След завършване на средното си образование през 1900 г., постъпва в Санктпетербургското училище за далечни плавания, като същевременно работи, за да се издържа. През летните ваканции служи на търговски кораби.
След завършване на обучението си през пролетта на 1904 става щурман II клас и до 1908, когато получава диплома за щурман за далечни плавания, служи в Балтийския флот. Две години е помощник-капитан на кораба „Об“, като плава по Енисей от Красноярск до Енисейския залив. Поставя буйове по фарватера на реката и работи като лоцман в Енисейския залив. През 1909 г. е щурман на корабите, плаващи в Каспийско море от Баку до Астрахан и Красноводск. През 1910 – 1911 плава на кораба „Килдин“ от Архангелск до Британските о-ви.

## Експедиция на „Света Ана“ (1912 – 1913)
През 1912 Албанов се запознава с Георгий Брусилов, който му предлага длъжността щурман на шхуната „Света Ана“, като целта на плаването е преминаването по Северния морски път от Петербург до Владивосток.
Скоро след отплаването става ясно, че отношенията между щурмана Албанов и капитана Брусилов не се развиват благоприятно. Брусилов няма необходимия опит за плаване в Арктика, за разлика от Албанов, но не желае да признае своята неопитност и често не се съобразява с мненията на щурмана. На 3 септември 1912 г. „Света Ана“ навлиза в Карско море и на 27 септември, на 8 мили от бреговете на п-ов Ямал, попада в леден капан. Започва многомесечен дрейф (542 денонощия), като ледовете отнасят кораба северно от архипелага Земя на Франц Йосиф. Под угрозата от неминуема гладна смърт, на 10 април 1914, със съгласието на Брусилов, Албанов тръгва с 11 души от 83°17′ с. ш. 60°00′ и. д. / 83.283333° с. ш. 60° и. д. и се отправя на юг към Земята на Франц Йосиф. След големи затруднения на 30 юли достигат до островите. На острова матросите намират каменна пирамида с британски флаг и писмо от изследователя на архипелага през 1894 – 1897 Фредерик Джордж Джаксън. Оттам групата продължава към остров Нордбрук. Петима, начело с Албанов, плават с каяци, а останалите вървят пеша по брега. Обезсилени след двете трудни и полугладни зимувания хората гинат един след друг и до нос Флора на остров Нордбрук на 25 юни достигат само двама – Албанов и морякът Александър Конрад. Изнемощелите пътешественици намират на носа дървена барака, в която откриват хранителни припаси, патрони и медикаменти, оставени от експедицията на Георгий Седов година преди това. На 2 август на острова пристига корабът „Свети Фока“ на Седов след неуспешния им опит да достигне Северния полюс и прибира двамата пътешественици.
Корабът „Света Ана“ и останалите на него 13 моряци, включително и Брусилов, изчезват безследно.

## Последни години (1914 – 1919)
От ноември 1914 г. Албанов работи като втори помощник-капитан на ледоразбивача „Канада“, а от средата на 1916 – като капитан на пристанищния ледоразбивач в Архангелск. Изчезването на „Света Ана“ и други премеждия довеждат Албанов до нервна криза, постъпва в болница, а след това е уволнен от военна служба.
През 1917 излиза от печат книгата му „На юг к Земле Франца Иосифа!“. През 1918, заедно с майка си и сестрите си, се премества в Красноярск и работи като хидрограф на кораба „Север“. В края на годината го призовават в Хидрографското управление в Омск при адмирал Александър Колчак, а на обратния път към Красноярск се заразява с коремен тиф и умира на железопътната гара Ачинск.

## Памет
Неговото име носят:
- ледник Албанов (79°52′ с. ш. 95°15′ и. д. / 79.866667° с. ш. 95.25° и. д.) на остров Октомврийска революция в архипелага Северна Земя;
- нос Албанов (80°13′50″ с. ш. 53°56′40″ и. д. / 80.230556° с. ш. 53.944444° и. д.), най-източната точка на остров Хукер в архипелага Земя на Франц Йосиф;
- остров Албанов (73°28′18″ с. ш. 80°32′11″ и. д. / 73.471667° с. ш. 80.536389° и. д.) в Карско море, в близост до остров Диксон, Красноярски край, Русия;
- хидрографски кораб „Валериан Албанов“.